# Automeris violascens
Automeris violascens är en fjärilsart som beskrevs av J. Peter Maassen och Weyding 1885. Automeris violascens ingår i släktet Automeris och familjen påfågelsspinnare. Inga underarter finns listade i Catalogue of Life.